# Joselito (cantante)
José Reina, conosciuto artisticamente come Joselito (Beas de Segura, 11 febbraio 1943), è un cantante e attore spagnolo che raggiunse il successo come bambino prodigio negli anni 50 e 60.

## Biografia
Nato nella provincia di Jaén, nel nord-est dell'Andalusia, in una famiglia che versava in gravi ristrettezze economiche, era il settimo e ultimo figlio di Baldomero Jiménez e Petra Fernández.
Traferitosi in seguito a Utiel, le sue prime esperienze come cantante furono in programmi radiofonici, quando era ancora in tenerissima età. In occasione di una sua esibizione a un festival di Valencia aveva avuto modo di incontrare il tenore ed attore Luis Mariano, il quale notò il potenziale della voce del ragazzo e si offrì di portarlo a Parigi per introdurlo nel mondo della radio e della televisione. Da lì avrebbe poi viaggiato in diversi altri paesi, dall'Europa all'America.

### La carriera di cantante e attore bambino
Joselito divenne così un cantante bambino molto popolare, dotato di una voce particolarmente distinta che lo portò a recitare brani famosi del canzoniere spagnolo come La Campanera, Dónde estará mi vida, Corrioncillo pecho amarillo, En un pueblito español, Clavelitos, Doce Cascabeles, Las Golondrinas, El Pastor, Granada e Ave María.
Oltre alla recitazione, all'età di 13 anni fece il suo debutto cinematografico, su proposta del regista spagnolo Antonio del Amo che lo volle come attore bambino. Presentato inizialmente come più giovane della sua età, partecipò alla realizzazione di vari film, a cominciare dalla cosiddetta «trilogia dell'usignolo»:
- Il piccolo usignolo (del 1956),  in cui eseguì uno dei suoi più grandi successi, il paso doble Campanera,
- Il canto dell'usignolo (1957), e
- L'usignolo nelle montagne (1958).

Il successo di questi tre film, non solo in Spagna ma anche in Francia, Italia, Belgio, Stati Uniti, America Latina e Giappone, lo lanciarono verso la fama mondiale, trasformando Joselito in una star del cinema spagnolo. Tra gli altri, Pier Paolo Pasolini inserì alcune sue canzoni nella colonna sonora di Mamma Roma.
Altri successi furono le pellicole Ascolta la mia canzone, Il piccolo colonnello, Joselito in America, I due monelli, Bel ricordo, e Il cavallo bianco con Antonio Aguilar. 
Trasferitosi nel contempo in Messico, fu protagonista in totale di quattordici film musicali, otto dei quali diretti da del Amo. 
Durante la sua carriera ricevette soprannomi come «il ragazzo usignolo», «il ragazzo dalla voce d'oro», «il piccolo usignolo». Le canzoni dei suoi film furono registrate anche su vinile e Joselito divenne una delle voci più celebri insieme a Elvis Presley nel catalogo RCA.
Tornato in Spagna, nel 1964 il regista Manuel Mur Oti lo diresse nel film La pazza gioventù, e nel 1965 Rafael Gil in La nuova vita di Pedrito Andía, ma entrambi senza più il successo dei precedenti, anche perché Joselito appariva ormai un adolescente maturo e la sua voce andava incontro a un cambiamento inevitabile.
L'ultimo film del 1969 (Prigioniero in città) si rivelò un totale fallimento.

### Età adulta
Da allora rimase fuori dalla scena pubblica fino all'età adulta. Si trasferì in Africa, in Angola, lavorando come mercenario, attività che poi avrebbe smentito sostenendo di essersi dedicato all'organizzazione di safari.
Nel 1966 aveva sposato segretamente l'attrice Chonette Laurent, figlia del compositore e pianista Gonzalo Laurent, dalla quale ha avuto due figli, Isaac ed Eva, ma la loro unione è terminata nel 1978. 
Tornato in Spagna, aprì un complesso alberghiero nei dintorni di Valencia. 
Nel 1986 Joselito si è sposato nuovamente con María Felisa Gabaldón, detta Marifé.

A partire dal 1990 fu coinvolto in alcune accuse di traffico di armi e droga. Arrestato in Angola, fu successivamente estradato e incarcerato in Spagna. Nel 2002 è uscita La Jaula del Ruiseñor, una biografia autorizzata della vita di Joselito, in cui confessava: 
(Joselito, La cárcel es lo mejor que me ha pasado, articolo su "La Voz de Asturias", 2003)

### Ritorno in televisione
Dopo aver scontato la pena definitiva, è tornato in televisione partecipando alla versione spagnola della serie televisiva Survivor del 2008, e ha collaborato al film Spanish Movie nel 2009. Attualmente vive a Utiel (presso Valencia), dove dal 2022 gli è stata intitolata una strada.

## Discografia
Selezione dei maggiori successi:
- El ruiseñor
- La Campanera
- Dónde estará mi vida
- Gorrioncillo pecho amarillo
- En un pueblito español
- Clavelitos
- Doce Cascabeles
- Las Golondrinas
- El Pastor
- Granada
- Ave María
- Malagueña salerosa
- Violino Tzigano

## Filmografia
| Anno | Uscita in Italia                  | Titolo originale                  | Ruolo            | Note |
| ---- | --------------------------------- | --------------------------------- | ---------------- | ---- |
| 1956 | Il piccolo usignolo               | El pequeño ruiseñor               | Joselito         |      |
| 1957 | Il canto dell'usignolo            | Saeta del ruiseñor                | Joselito         |      |
| 1958 |                                   | El ruiseñor de las cumbres        | Joselito         |      |
| 1959 | Joselito                          | Escucha mi canción                | Joselito         |      |
| 1960 | Il piccolo colonnello             | El pequeño coronel                | Joselito Alvear  |      |
| 1961 | I due monelli                     | Los dos golfillos                 | Joselito         |      |
| 1961 | Il figlio rapito                  | Bello recuerdo                    | Joselito         |      |
| 1961 | Joselito in America               | Aventuras de Joselito en América  | Joselito         |      |
| 1963 |                                   | El secreto de Tomy                | Tomy             |      |
| 1964 | Questa pazza pazza pazza gioventù | Loca juventud                     | Johnny Durán     |      |
| 1965 |                                   | La vida nueva de Pedrito de Andía | Pedrito de Andía |      |
| 1966 |                                   | Joselito vagabundo                | Joselito         |      |
| 1968 | Il ritorno di Joselito            | El caballo blanco                 | Joselito         |      |
| 1969 |                                   | Prisionero en la ciudad           | Marcos           |      |